# プーケット・ガゼット
「プーケット・ガゼット」（Phuket Gazette、ภูเก็ตกาเซทท์）は、タイ王国南部プーケット県で発行されている週刊英語地方新聞。
1993年に創刊。プーケット・ガゼット社（The Phuket Gazette Co Ltd）が所有。

## 概要
1993年にジョン・マギー（John Magee）によってプーケット市内で創刊された。運営編集者はニコラス・デーヴィス（Nicholas Davies）。
ガゼット紙は資本の一部をネーション・マルチメディア・グループによって所有され、パートナーシップ契約によりバンコクでの頒布、編集記事の共有が行われている。
さらに、同紙は地方テレビ放送PGTVを所有しており、日常的なニュース、公共番組を放送している。